# Hikkaduwa

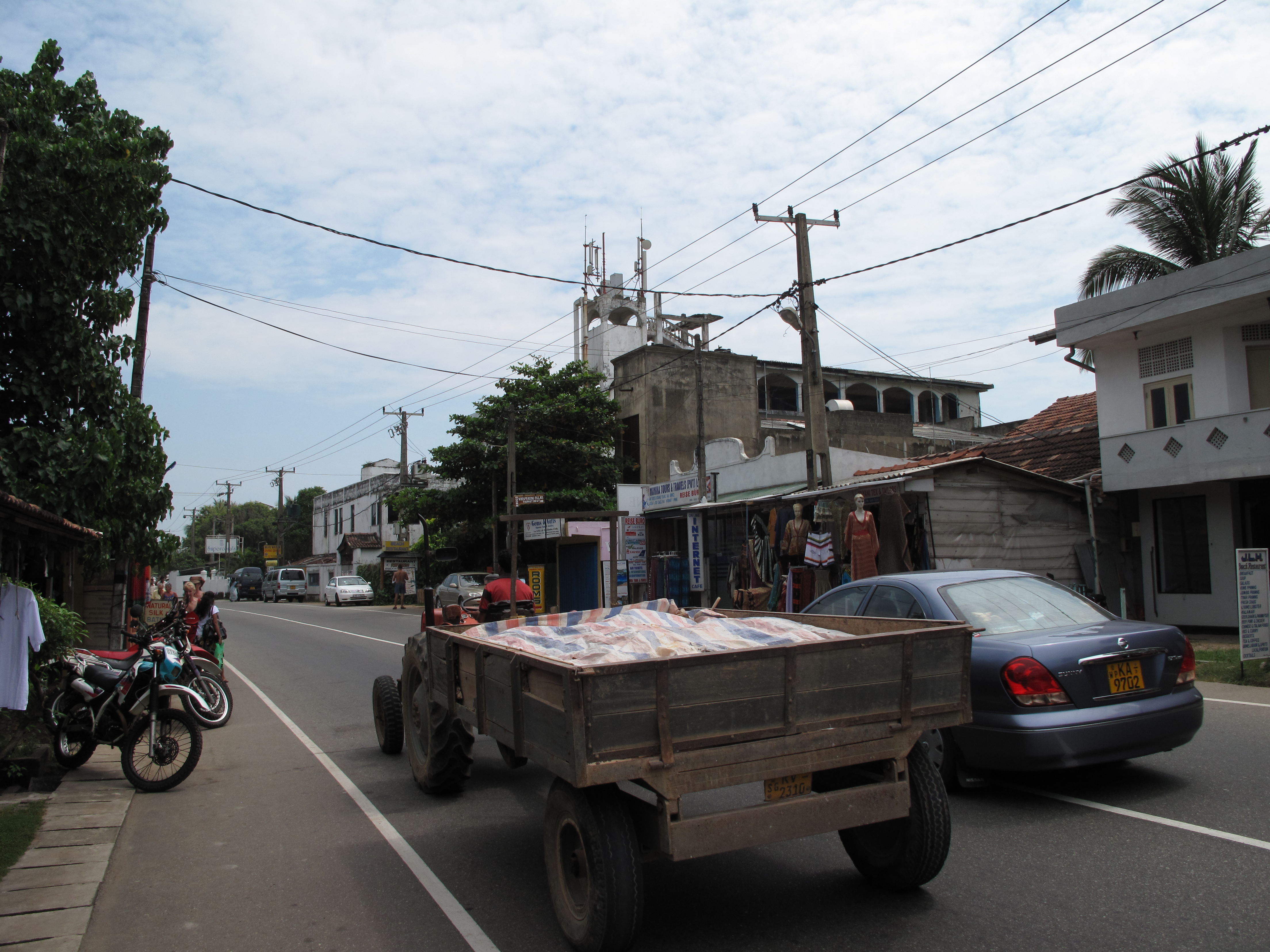
Ulice na Hikkaduwe

Hikkaduwa je město na jihozápadě Srí Lanky nacházející se v distriktu Galle. Žije zde přes 80 000 obyvatel. Ekonomika Hikkaduwy je založena na plážové turistice, ale také na rybolovu. Hikkaduwa je ideální místo pro surfování.
Ve městě se nachází chovná stanice mořských želv. Majitel stanice přišel o celou rodinu při Tsunami v roce 2004. Rozhodl se proto zachraňovat tyto krásné mořské tvory. Za jistý poplatek Vás nechají navrátit maličkou želvičku zpět do moře.